# اوی ماراندی
اوی ماراندی (انگلیسی: Evi Marandi؛ زادهٔ ۷ اوت ۱۹۴۱) بازیگر یونانی-ایتالیایی است.
ماراندی در آتن به دنیا آمد و دختر یک بانکدار بود. وی پس از تحصیل بازیگری در اکترز استودیو در نیویورک در سال ۱۹۶۱ به ایتالیا نقل مکان کرد و در آنجا به ستارهٔ فیلم‌های درجه ب تبدیل شد. از او با نام‌های هنری متعددی یاد شده است، از جمله اِوی هاراندیس، اِوی ماراندیس و اِوی موراندی.
از فیلم‌ها یا برنامه‌های تلویزیونی که وی در آن نقش داشته است، می‌توان به مرد سال و پاریس در تب‌وتاب اشاره کرد.